# Cornus alternifolia
Cornus alternifolia är en kornellväxtart som beskrevs av Carl von Linné d.y.. Cornus alternifolia ingår i släktet korneller, och familjen kornellväxter. Inga underarter finns listade i Catalogue of Life.

## Bildgalleri

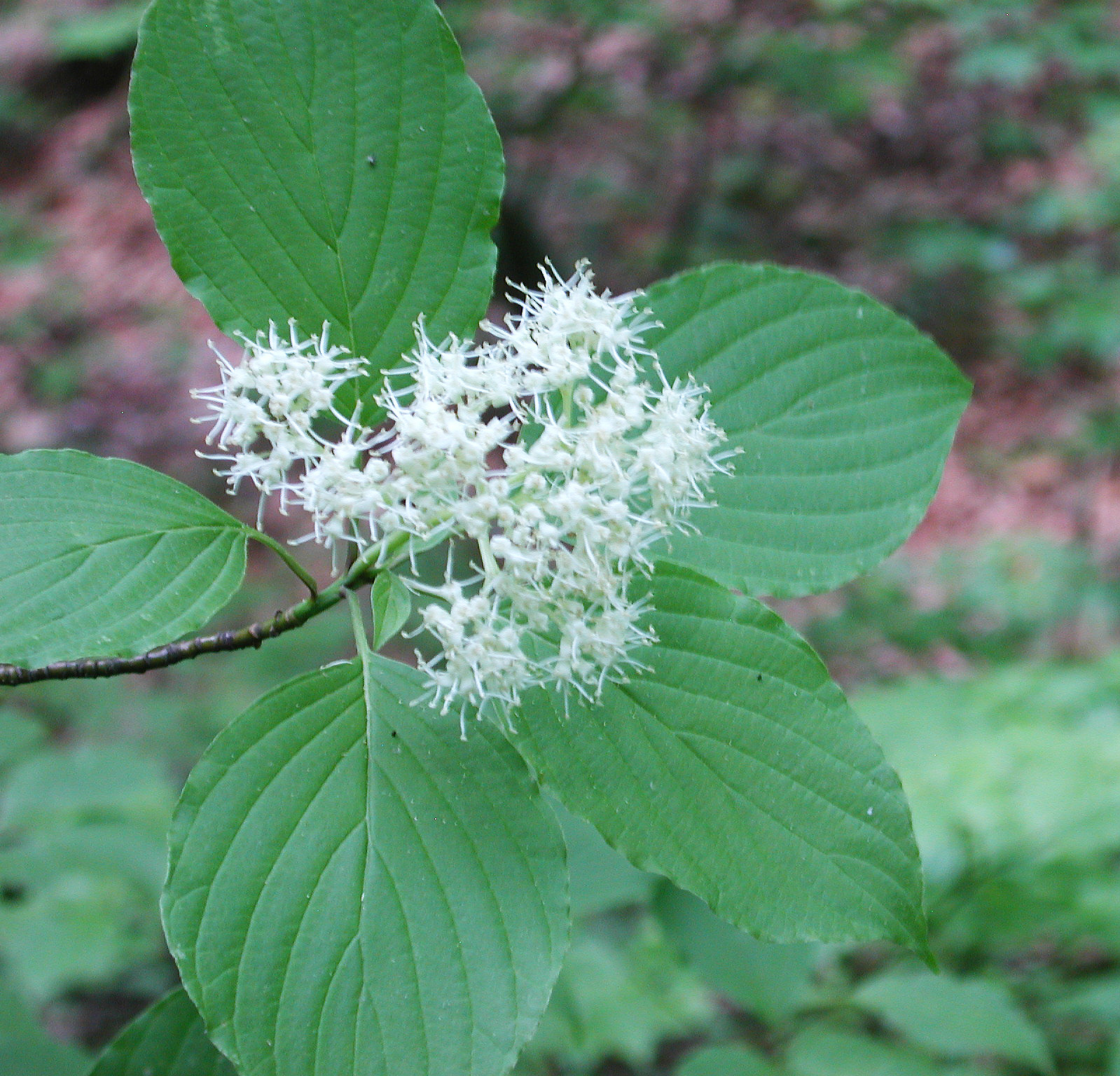
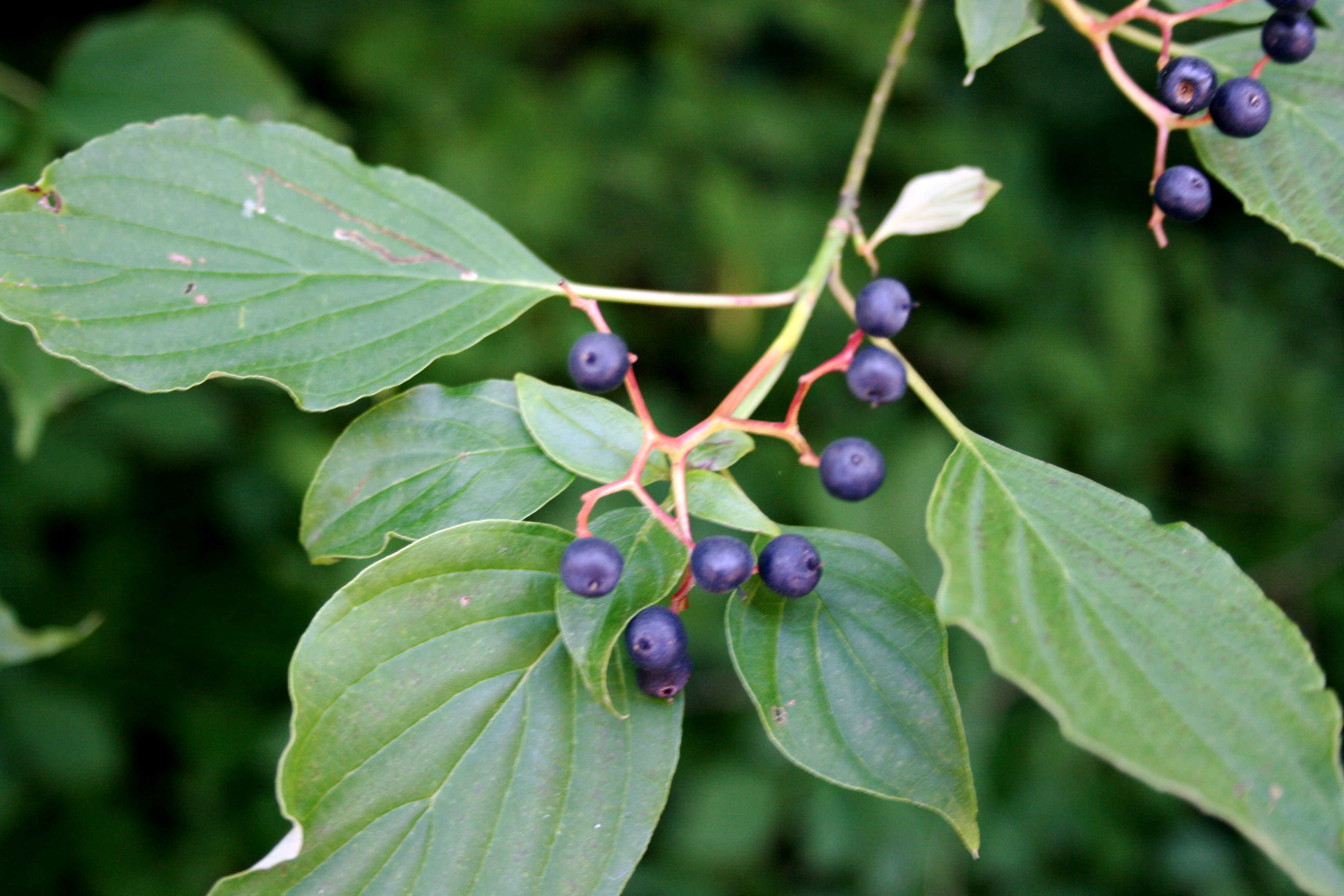
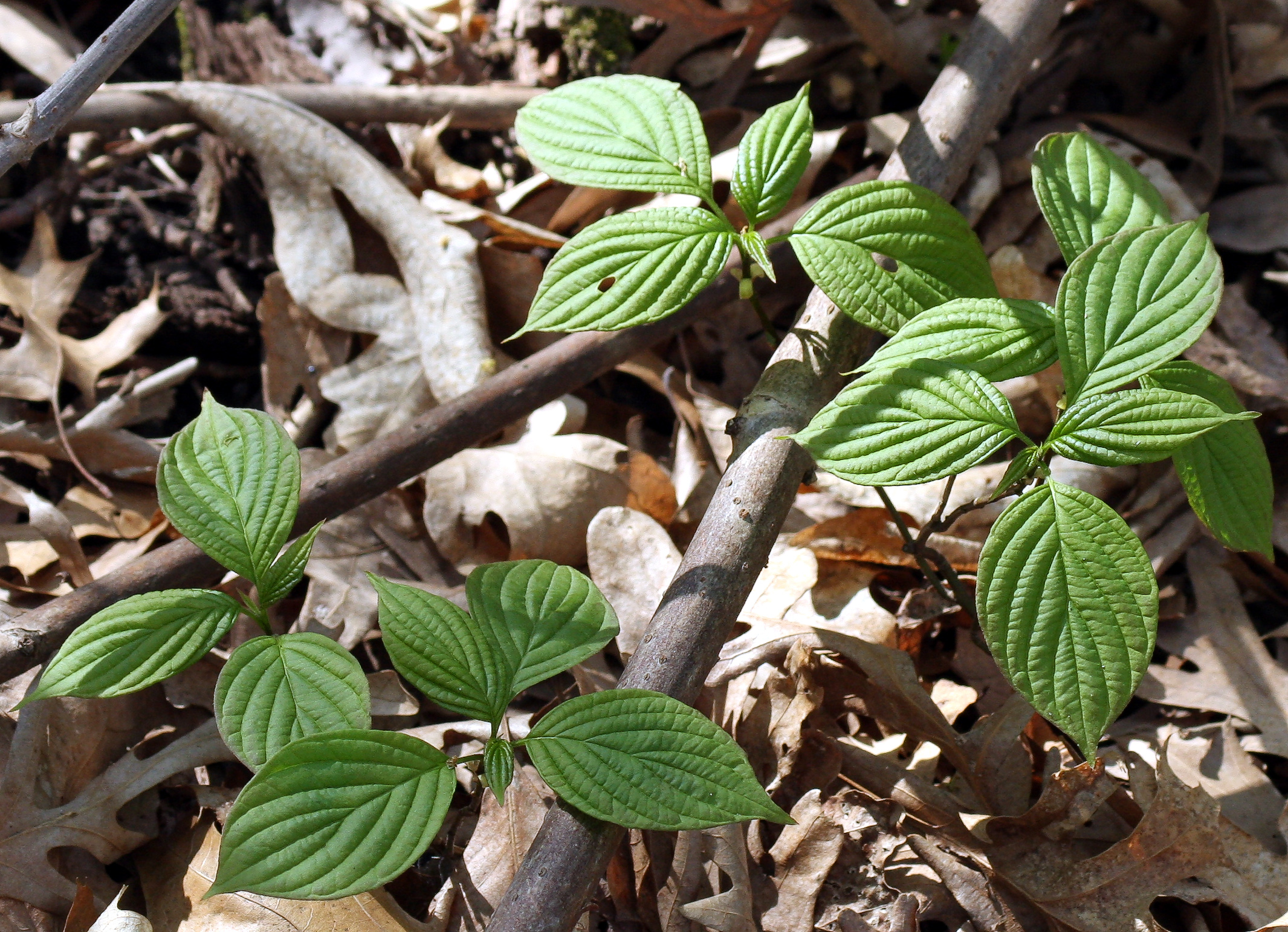